# Колин Таброн
Колин Таброн (на английски: Colin Thubron) е британски писател и пътешественик.

## Биография и творчество
Колин Таброн е роден на 14 юни 1939 г. в Лондон, Англия.
През 2008 г. списание „Time“ го включва под номер 45 в класацията си „50-те най-велики британски писатели след войните“. Носител е на наградата за пътепис „Томас Кук“, а от 2010 г. е и президент на Кралското литературно дружество.
Книгите му са преведени на повече от двайсет езика, включително и на български.

## Произведения

### Самостоятелни романи
- The God in the Mountain (1977) [1]
- Emperor (1978)
- A Cruel Madness (1984)
- Falling (1989)
- Turning Back the Sun (1991)
- Distance (1996)
- To the Last City (2002)
- Night of Fire (2016)

### Пътеписи
- Mirror to Damascus, Heinemann, 1967
Огледалото на Дамаск, прев. Маргарит Дамянов: изд. „Вакон“, 2014[2]
- The Hills of Adonis: A Quest in Lebanon, Heinemann, 1968
- Jerusalem, Heinemann, 1969
Йерусалим, прев. Маргарит Дамянов: изд. „Вакон“, 2016[3]
- Journey into Cyprus, Heinemann, 1975
- Jerusalem, Time-Life, 1976
- Istanbul, Time-Life, 1978
- The Venetians, Time-Life, 1980
- The Ancient Mariners, Time-Life, 1981
- Among the Russians, Heinemann, 1983
Сред руснаците, прев. Маргарит Дамянов, София: изд. „Вакон“, 2017[4]
- Where Nights Are Longest: Travels by Car Through Western Russia, Atlantic Monthly Press, 1984
- Fairies and Elves (1984)
- Behind the Wall: A Journey through China, Heinemann, 1987
- The Silk Road, Simon & Schuster, 1989
- The Lost Heart of Asia, Heinemann, 1994
Изгубеното сърце на Азия, прев. Маргарит Дамянов: изд. „Вакон“, 2019[5]
- Samarkand (1996)
- In Siberia, Chatto & Windus, 1999
В Сибир, прев. Маргарит Дамянов: изд. „Вакон“, 2013[6]
- Shadow of the Silk Road, Chatto & Windus, 2006
Сенки по Пътя на коприната, прев. Маргарит Дамянов: изд. „Вакон“, 2011[7]
- To a Mountain in Tibet, Chatto & Windus, 2011
Към една планина в Тибет, прев. Маргарит Дамянов: изд. „Вакон“, 2012[8]
- The Amur River: Between Russia and China, Chatto & Windus, 2021
Река Амур: Между Русия и Китай, прев. Маргарит Дамянов: изд. „Вакон“, 2022[9]